# Shades of Blue
Shades of Blue, ou Shades of Blue : L'Informatrice au Québec, est une série télévisée américaine en 36 épisodes de 42 minutes créée par Adi Hasak et diffusée entre le 7 janvier 2016 et le 19 août 2018 sur le réseau NBC et en simultané sur le réseau Global au Canada.
Au Québec, la série est diffusée depuis le 22 août 2016 sur Moi & Cie Télé, en Belgique, elle est diffusée depuis le 18 octobre 2016 sur La Une, en Suisse, depuis le 30 novembre 2016 sur RTS Un et en France, depuis le 13 mars 2017 sur France 2 et depuis le 8 janvier 2018 sur 13e Rue.

## Synopsis
Harlee Santos fait partie du central 64 de la police de New York, avec le grade de détective de police. L'équipe est dirigée par son mentor, Matt Wozniak. En plus du quotidien habituel d'un policier, toute l'équipe se livre à quelques malversations financières avec les commerçants du quartier. C'est justement lors d'une transaction financière que l'Inspecteur Santos se fait arrêter par le FBI qui lui propose deux solutions : aller en prison ou faire tomber les membres de son équipe, dont le chef Wozniak, en échange de l'immunité et surtout pour protéger sa fille de 16 ans, Cristina, qu'elle élève toute seule.

## Distribution

### Acteurs principaux
- Jennifer Lopez (VF : Charlotte Marin) : Inspecteur Harlee Santos, policière et mère célibataire
- Ray Liotta (VF : Patrick Béthune [saisons 1 et 2] puis Patrick Borg [saisons 2 et 3]) : Lieutenant Matt Wozniak
- Drea de Matteo (VF : Laurence Dourlens) : Inspecteur Tess Nazario
- Warren Kole (VF : Vincent Ropion) : Agent Spécial du FBI Robert Stahl
- Dayo Okeniyi (VF : Namakan Koné) : Inspecteur Michael Loman
- Hampton Fluker (VF : Jean-Baptiste Anoumon) : Inspecteur Marcus Tufo
- Vincent Laresca (VF : Marc Saez) : Inspecteur Carlos Espada
- Sarah Jeffery (VF : Camille Donda) : Cristina Santos, la fille de Harlee
- Gino Anthony Pesi (en) (VF : Gilduin Tissier) : ADA James Nava (récurrent saison 1)

### Acteurs récurrents
- Santino Fontana (VF : Jérémy Prévost) : David Saperstein (épisode 1 à 8)
- Michael Esper : Donnie Pomp, membre des affaires internes
- Lolita Davidovich (saison 1), Margaret Colin (saison 2) (VF : Danièle Douet) : Linda Wozniak, femme de Matt
- Annie Chang (VF : Véronique Volta) : Agent Spécial Molly Chen, partenaire de Stahl
- Leslie Silva (en) (VF : Armelle Gallaud) : Gail Baker, patronne de Stahl
- Mark Deklin : Joe Nazario, mari de Tess
- Erica Ash (VF : Delphine Braillon) : Erica, intérêt amoureux de Loman
- Kathryn Kates (VF : Marie Martine) : mère de David
- Antonio Jaramillo : Miguel Zepeda, ex-petit-ami d'Harlee
- Paloma Guzmán (VF : Jessie Lambotte) : Sofia
- Blake Andrew Johnson (VF : Vanessa Van-Geneugden) : Justin Stahl
- Stephen Lang (VF : Philippe Catoire) : Terrence Linklater
- Anna Gunn (VF : Françoise Cadol) : Julia Ayres, conseillère municipale (saison 2)
- Max Casella : Capitaine Daniel Pines[11] (saison 3)
- Victor Turpin : Enrique[12] (saison 3)
- Nick Wechsler : Inspecteur Anthony Cole[13] (saison 3)
- Bruce McGill : Jordan Ramsey[14] (saison 3)

- Version française
  - Société de doublage : VF Prod
  - Direction artistique : Yann Le Madic
  - Adaptation : Laurence Duseyau, Daniel Danglard et Sabrina Boyer

 Source et légende : version française (VF) sur RS Doublage et DSD

## Production

### Développement
Le 21 février 2014, le réseau NBC commande directement une saison de treize épisodes, sans passer par la case pilote, pour une diffusion lors de la saison 2015/2016, avec Jennifer Lopez en tête d'affiche,.
Le 10 mai 2015, lors des Upfronts, NBC annonce la diffusion de la série à mi-saison, soit début 2016,.
Le 28 octobre 2015, NBC annonce le lancement de la série au 14 janvier 2016 avec les deux premiers épisodes.
Le 9 novembre 2015, la chaîne décide finalement d'avancer d'une semaine, le lancement de la série au 7 janvier 2016.
Le 5 février 2016, la série est renouvelée pour une deuxième saison.
Le 15 mai 2016, lors des Upfronts 2016, NBC annonce la diffusion de la deuxième saison pour janvier 2017 mais le 8 décembre 2016, le réseau annonce finalement le lancement de la seconde saison pour le 5 mars 2017,.
Le 17 mars 2017, NBC annonce le renouvellement de la série pour une troisième saison,, qui sera la dernière.

### Attribution des rôles
Les rôles principaux ont été attribués à partir de février 2015, dans cet ordre : Jennifer Lopez, Drea de Matteo, Ray Liotta, Vincent Laresca, Warren Kole, Hampton Fluker, Sarah Jeffery. En avril 2015, Santino Fontana rejoint la distribution principale.
Parmi les acteurs récurrents : Gino Anthony Pesi, Dayo Okeniyi, Michael Esper et Antonio Jaramillo.
En juin 2016, Gino Anthony Pesi est promu à la distribution principale pour la deuxième saison, puis Anna Gunn décroche un rôle récurrent, elle sera une conseillère municipale ambitieuse.

### Tournage
Le tournage débute en juin 2015 à New York, aux États-Unis.

## Épisodes

### Première saison (2016)
1. Être un bon flic (Pilot)
2. Pêché originel (Original Sin)
3. Visage perfide, cœur perfide (False Face False Heart)
4. Qui peut me dire qui je suis ? (Who Can Tell Me Who I Am)
5. Une force égale et opposée (Equal and Opposite)
6. Tomber de haut (Fall of Man)
7. À bout de nerfs (Undiscovered Country)
8. Bavure (Good Cop Bad Cop)
9. Colis surprise (Live Wire Act)
10. Le Diable en personne (Alea Iacta Est)
11. Jeu de pistes (The Breach)
12. Car j'ai péché (For I Have Sinned)
13. Un dernier mensonge (Full Circle)

### Deuxième saison (2017)
Elle a été diffusée du 5 mars au 21 mai 2017 sur NBC.
1. Impardonnable (Unforgiven)
2. En pleine tempête (Eye of the Hurricane)
3. Chasse au fantôme (Ghost Hunt)
4. Overdoses (Daddy's Girl)
5. Piégée (Sweet Caroline)
6. Dissensions (Fracture)
7. Toi aussi, Brutus ? (A House Divided)
8. Une dette à payer (Unpaid Debts)
9. Le Retour du chaos (Chaos Is Come Again)
10. Les Chasseurs de monstres (Whoever Fights Monsters)
11. De la compassion (The Quality of Mercy)
12. Laissez entrer la lumière (Behind the Mask)
13. Les Dernières Forces (Broken Dolls)

### Troisième saison (2018)
Cette dernière saison de dix épisodes a été diffusée du 17 juin au 19 août 2018 sur NBC.
1. Changer de bord (Good Police)
2. Le Retour du Roi (The Hollow Crown)
3. On est tous un peu cinglé (That Way Madness Lies)
4. L'Ombre de lui-même (A Walking Shadow)
5. Briser les codes (The Blue Wall)
6. Course contre la montre (The Reckoning)
7. En plein cœur (Straight Through the Heart)
8. Sonnette d'alarme (Cry Havoc)
9. Bonne nuit, doux Prince (Goodnight, Sweet Prince)
10. La Chute (By Virtue Fall)